# Cesco Kostner
Francesco Kostner, detto Cesco (Corvara in Badia, 8 dicembre 1905 – Brunico, 2 dicembre 2006), è stato uno sciatore alpino italiano, pioniere dello sci in Val Badia.

## Biografia

### Carriera sciistica
Originario di Corvara in Badia, era figlio di Giuseppe e nipote di Franz, a loro volta alpinisti. Fu uno dei primi maestri di sci in Italia (la sua tessera nazionale della Federazione italiana sport invernali, conseguita nel 1932 a Claviere, portava il numero 10) e il primo del Plan de Corones (tessera numero 1).
Fu il primo sciatore di lingua ladina e originario della Val Badiaa entrare nella Nazionale di sci alpino dell'Italia. Nel 1933 vinse la selezione per i Mondiali di Innsbruck, ai quali tuttavia non ottenne risultati di rilievo, mentre tre anni dopo fu chiamato a partecipare ai IV Giochi olimpici invernali di Garmisch-Partenkirchen 1936, ai quali tuttavia non prese parte per motivi religiosi e famigliari.
Si deve a lui la prima scuola di sci in Val Badia, aperta nel 1934: la pionieristica iniziativa avviò lo sviluppo della valle come importante comprensorio sciistico; insegnò a sciare a Benito Mussolini (che in un'intervista definì «poco brillante e molto impaziente»)sul Terminillo e ai membri di casa Savoia.

### Altre attività
Fu guida alpina dal 1927 fino alla metà degli anni quaranta, quando un grave incidente lo costrinse ad abbandonare l'attività. Si ritirò a Brunico, dove fece l'albergatore e morì nel 2006 a quasi 101 anni.

## Palmarès
- 3º posto nella Coppa Europa del 1933[La Coppa Europa esiste solo dal 1971: a che manifestazione ci si riferisce, qui?][senza fonte]
- 2º posto nello slalom gigante della Marmolada nel 1935
- 1º posto nella direttissima[non chiaro] della Marmolada del 1936[senza fonte]